# Capraia e Limite
Capraia e Limite és un comune (municipi) de la Ciutat metropolitana de Florència, a la regió italiana de la Toscana, situat uns 20 km a l'oest de Florència, amb una població de 7.782 habitants l'1 de gener de 2018. Al municipi hi ha dues poblacions principals, Capraia Fiorentina i Limite sull'Arno, on hi ha l'ajuntament.
Limite sull'Arno, a partir del segle xviii, ha estat un important centre de construcció d'embarcacions al Gran Ducat de Toscana.

## Ciutats agermanades
Caparaia e Limite està agermanat amb:
- Bir Lahlu, República Àrab Sahrauí Democràtica